# Кримтеплиця (футбольний клуб)
«Кримтепли́ця» (рос. «Крымтеплица», крим. Krımteplitsa) — український футбольний клуб із селища міського типу Молодіжного Сімферопольського району АРК. Утворений у 1999 році.
Починаючи з сезону 2005/06 року, клуб виступав у Першій лізі України. По закінченню сезону 2012/13 відмовився від участі у наступному чемпіонаті.
З сезону 2016/17 клуб виступав у Прем'єр-лізі Криму. Від участі у розіграші 2021/22 року відмовився у зв'язку з відсутністю фінансування.
Стадіон — «КТ Спорт-Арена», смт Аграрне (3250 глядачів).
Кольори клубу — червоно-біло-зелені.

## Досягнення
- Чемпіон Другої ліги України, група «Б» (1): 2004/05
- Бронзовий призер Другої ліги України, група «Б» (1): (сезон 2003/04 рр.).
- Чемпіон України серед сільських команд (2): 2000, 2001
- Володар Суперкубка України серед сільських команд (1): 2001
- Чемпіон Криму (1): 2002
- Бронзовий призер чемпіонату Криму (1): 2000/01
- Срібний призер Кримської Прем'єр-ліги (2): 2016/17, 2019/20
- Бронзовий призер Кримської Прем'єр-ліги (1): 2018/19
- Володар Кубка Криму (2): 2017/18, 2019/20
- Фіналіст Кубка Криму (2): 2016, 2016/17
- Перша ліга України  — 4 місце (2006/07, 2010/11).
- Кубок України  — 1/8 фіналу (2006/07, 2009/10)

## Попередні емблеми клубу

Колишня емблема
Колишня емблема

## Колишні гравці
- Олександр Богач (2008–2009)
- Максим Бондаренко (2007–2008)
- Роман Войнаровський (2005–2009)
- Євген Дейнеко (2006)
- Роман Єрещенко (2003–2006)
- Артем Старгородський (2006)